# Wapassou
«Wapassou» (Вапасу) — рідкісний французький рок-гурт, що грав у жанрі прогресивного року й існував у 1972–1986 роках. Їхня музика — це поєднання класичних і медитативних (майже хіпі) моментів та космічної музики. Особливістю є те, що немає барабанів і бас-гітари й музика зосереджується між скрипкою, електрогітарою та органами.

## Дискографія
Дискографія:
1. Wapassou, 1974
2. Messe en Ré Mineur, 1976
3. Salammbô, 1977
4. Ludwig, 1979
5. Génuine, 1980